# Maricourt
Maricourt là một thị trấn ở tỉnh Somme trong vùng Hauts-de-France, Pháp.

## Địa lý
Thị trấn này tọa lạc trên đường D938, khoảng 30 dặm Anh về phía đông nam của Amiens.

## Dân số
| 1962                                                         | 1968 | 1975 | 1982 | 1990 | 1999 |
| ------------------------------------------------------------ | ---- | ---- | ---- | ---- | ---- |
| 172                                                          | 187  | 165  | 146  | 137  | 145  |
| Số liệu điều tra dân số từ năm 1962, dân số không tính trùng |      |      |      |      |      |